# Torneo di Wimbledon 2025 - Doppio femminile in carrozzina
Il doppio femminile in carrozzina del torneo di tennis professionistico Torneo di Wimbledon 2025, facente parte della categoria Grande Slam nell'ambito dell'ITF Wheelchair Tennis Tour, si è disputato all'All England Lawn Tennis and Croquet Club di Wimbledon, Londra, Inghilterra, dal 9 al 13 luglio 2025.
Yui Kamiji e Kgothatso Montjane erano le detentrici del titolo, ma hanno perso nei quarti di finali a Li Xiaohui e Wang Ziying, che hanno sconfitto in finale Angélica Bernal e Ksénia Chasteau, con il punteggio di 6-3, 6-1.

## Teste di serie
1. Manami Tanaka /  Zhu Zhenzhen (quarti di finale)

1. Li Xiaohui /  Wang Ziying (championesse)

## Tabellone

### Legenda
| - Q = Qualificato - WC = Wild card - LL = Lucky loser | - ALT = Alternate - SE = Special Exempt - PR = Protected Ranking | - w/o = Walkover - r = Ritirato - d = Squalificato |

|  | Quarti di finale | Quarti di finale                  | Quarti di finale                | Quarti di finale | Quarti di finale |  |  | Semifinali | Semifinali                        | Semifinali                        | Semifinali             | Semifinali             |   |   | Finale | Finale                          | Finale                          | Finale | Finale |  |
|  |                  |                                   |                                 |                  |                  |  |  |            |                                   |                                   |                        |                        |   |   |        |                                 |                                 |        |        |  |
|  | 1                | Manami Tanaka Zhu Zhenzhen        | Manami Tanaka Zhu Zhenzhen      | 3                | 67               |  |  |            |                                   |                                   |                        |                        |   |   |        |                                 |                                 |        |        |  |
|  |                  | Angélica Bernal Ksénia Chasteau   | Angélica Bernal Ksénia Chasteau | 6                | 79               |  |  |            | Angélica Bernal Ksénia Chasteau   | Angélica Bernal Ksénia Chasteau   | 6                      | 6                      |   |   |        |                                 |                                 |        |        |  |
|  |                  | Lizzy de Greef Aniek van Koot     | Lizzy de Greef Aniek van Koot   | 4                | 3                |  |  |            | Diede de Groot Lucy Shuker        | Diede de Groot Lucy Shuker        | 3                      | 4                      |   |   |        |                                 |                                 |        |        |  |
|  |                  | Diede de Groot Lucy Shuker        | Diede de Groot Lucy Shuker      | 6                | 6                |  |  |            |                                   |                                   |                        |                        |   |   |        | Angélica Bernal Ksénia Chasteau | Angélica Bernal Ksénia Chasteau | 3      | 1      |  |
|  |                  | Jinte Bos Cornelia Oosthuizen     | 4                               | 7                | 4                |  |  |            |                                   | 2                                 | Li Xiaohui Wang Ziying | Li Xiaohui Wang Ziying | 6 | 6 |        |                                 |                                 |        |        |  |
|  |                  | Macarena Cabrillana Saki Takamuro | 6                               | 5                | 6                |  |  |            | Macarena Cabrillana Saki Takamuro | Macarena Cabrillana Saki Takamuro | 2                      | 2                      |   |   |        |                                 |                                 |        |        |  |
|  |                  | Yui Kamiji Kgothatso Montjane     | Yui Kamiji Kgothatso Montjane   | 4                | 64               |  |  | 2          | Li Xiaohui Wang Ziying            | Li Xiaohui Wang Ziying            | 6                      | 6                      |   |   |        |                                 |                                 |        |        |  |
|  | 2                | Li Xiaohui Wang Ziying            | Li Xiaohui Wang Ziying          | 6                | 7                |  |  |            |                                   |                                   |                        |                        |   |   |        |                                 |                                 |        |        |  |